# District de Puri
Le district de Puri  (Oriya:ପୁରୀ ଜିଲ୍ଲା) est un district  de l'état de l'Orissa en Inde.

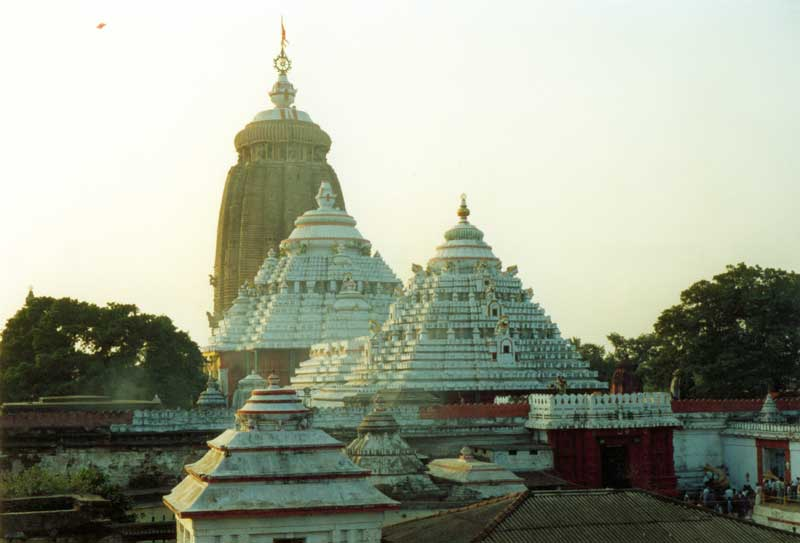
Le Temple Jagannath à Puri.

## Géographie
Au recensement de 2011, sa population est de 1 698 730 habitants pour une superficie de 3 479 km2.
Son chef-lieu est la ville de Puri.